# オーストリアの言語
オーストリアの言語（オーストリアのげんご）には、公用語でリングワ・フランカのドイツ語、フォアアールベルク州外部の主要方言であるバイエルン・オーストリア語、フォアアールベルク州の主要方言であるアレマン語、その他の少数言語が含まれる。

## 標準ドイツ語
ドイツ語は国家公用語、リングワ・フランカ、事実上の第一言語で、（ほとんどが地方の）高齢者以外のほとんどのオーストリア人が話すことができる。メディア、学校、公式発表でも使われる。使われる様々なドイツ語（オーストリアドイツ語）は部分的にバイエルン・オーストリア語の影響を受けている。

## アレマン語
アレマン語はフォアアールベルク州で話されている。フォアアールベルク州では高地アレマン語が使われ、同じ方言のグループがスイス北部（バーゼル外部）、フランスのアルザス南部で話されている。フォアアールベルク州外部のほとんどのドイツ人とオーストリア人にとって、それはスイスドイツ語に似ており、文法と発音の違いが多いため、理解するのは非常に困難である。

## バイエルン・オーストリア語
フォアアールベルク州外部のオーストリアでの主要なネイティブ言語は、バイエルン・オーストリア語である。地域ごとに違う多くの方言が話されている。首都ウィーンを含むオーストリア北東部では中央バイエルン方言が話され、南部では南バイエルン方言が話される。バイエルン・オーストリア語は標準ドイツ語と大幅に異なり、違う地域のドイツ語話者が地元民の言葉を理解するのは難しい。公式な正書法は存在しないが、特に詩で、発音から綴りを描写する文学的な努力（de:Dialektliteratur）が行われている。その他の単語は、挨拶の文言として"Griaß God"（文字通り: "greet god" = may god greet you）と"Servus/Servas"（at your service）のように、標準ドイツ語がほとんど使われないオーストリア、バイエルンの特定地域を訪れた時のみ聞くことができ、"goodbye"の意味で"Pfiat di / Pfiat eich (euch)"（文字通り: "watch over you [God]" = may God watch over you）のように厳密に方言として示される。

## 少数言語
多くの少数言語がオーストリアで話され、一部は公的な地位を有する。

### トルコ語
トルコ語は少数言語で最多。ドイツの状況を反映して、2.3%の人々に話されている。

### セルビア語
セルビア語は少数言語で2番目に多い。2.2%の人々に話されている。

### ブルゲンラント・クロアチア語
ブルゲンラント・クロアチア語は、ブルゲンラント州の公用語で、2.5%の人々に話されている。ブルゲンラント・クロアチア人は、1955年のオーストリア国家条約（Staatsvertrag）により少数派として認められ、特別な権利を享受している。

### ハンガリー語
ハンガリー語は、現在ではほとんど話されていないが、オーストリアとハンガリーの歴史的なつながりにより、オーストリアにおいて伝統的に重要な立場を保持している。現在、ブルゲンラント州に1000人ほどの話者がいる。

### スロベニア語

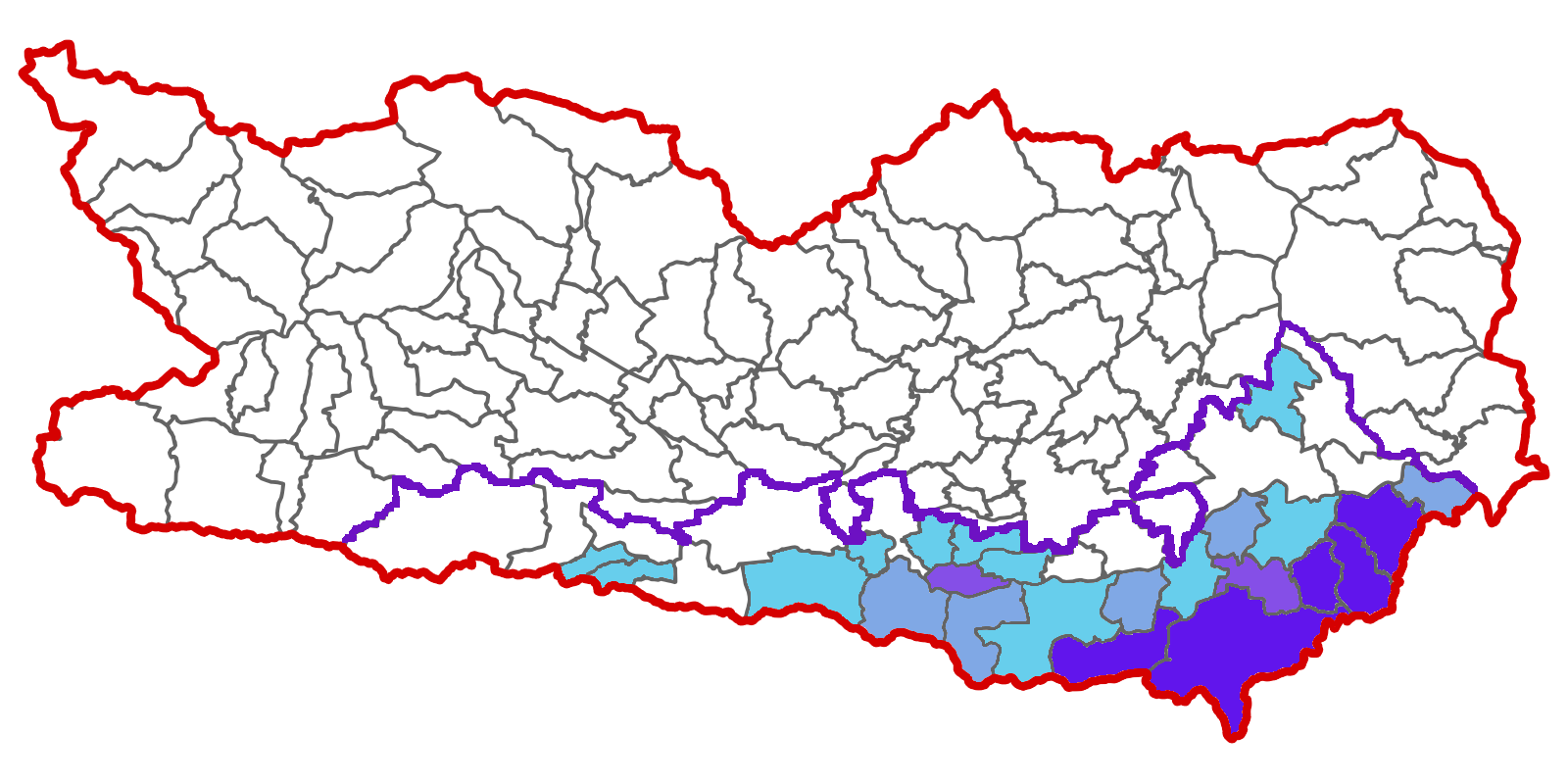
スロベニア語が話されているケルンテン州の地域。5%以上(薄い青)から30%以上(濃い青)まで

スロベニア語は、ケルンテン州で話されている。2001年の国勢調査では、話し言葉として12,686人のオーストリア人に話され、0.3%のオーストリア人がスロベニア語を話せるとの情報があった。ケルンテン・スロベニア人は、1955年のオーストリア国家条約により少数派として認められ、特別な権利とアファーマティブ・アクションを享受している。

## ヨーロッパ地方言語・少数言語憲章
オーストリアは、2001年6月28日に、特定の州に関する以下の言語についてヨーロッパ地方言語・少数言語憲章を批准した。
- クロアチア語：ブルゲンラント州
- スロベニア語：ケルンテン州、シュタイアーマルク州
- ハンガリー語：ブルゲンラント州、ウィーン
- チェコ語：ウィーン
- スロバキア語：ウィーン
- ロマ語：ブルゲンラント州